# Federico Falcone
Federico Matías Falcone (Rosario, 21 de febrero de 1990) es un exfutbolista argentino que jugaba como delantero.

## Trayectoria

### Newell's Old Boys
Se formó en las divisiones inferiores de Newell's Old Boys club donde llegó a los 5 años. Debutó profesionalmente el 3 de julio de 2009 por Newell's Old Boys en la derrota de Racing de Avellaneda por 2 a 1 de la mano de Roberto Sensini. Tuvo como compañeros Nahuel Guzmán y el venezolano Gabriel Cichero. Alterno un total de 10 partidos sin poder anotar goles, jugó gran parte en la reserva del club.

### Deportes la Serena
Luego de quedar libre en julio de 2012 se confirmó su llegada a Deportes La Serena de la Primera División de Chile, fichó por un año. En 13 partidos Fede anotó 4 goles dejando una muy buena impresión. Sin embargo, descendió de categoría.

### Huachipato
En 2013 llegó al Huachipato por un año, desechando una oferta del Everton, fue presentado con el dorsal 9. En su debut en la Copa Libertadores de América 2013, anotaría un gol ante Grêmio De Porto Alegre, Federico jugó 6 partidos convirtiendo 2 goles en el torneo. Además le anotó un gol al Caracas FC.
Jugó 6 meses en la Primera B por Barnechea, jugando 3 partidos. Llegó al club en reemplazo de Yashir Islame.

### Rangers de Talca
A mediados de 2014 firmó por Rangers de Talca por un año dónde con una buena temporada pudo saltar al fútbol europeo. Anotó 9 goles en 32 partidos.

### Valleta FC
En el año 2016 se consagró campeón del torneo de Malta con Valletta FC logrando así clasificarse a la pre Champion League en 2016-2017, consiguiendo ser el primer Argentino en convertir un gol en dicho torneo, posteriormente Federico logró convertir 3 goles en 3 partidos siendo uno de los goleadores del momento en la Pre Champion League. Jugó con sus compatriotas Leandro Aguirre, Santiago Malano y Juan Gill.

### Terengganu
En 2017 fue transferido al Terrengganu de la Premier League de Malasia donde disputó 14 partidos convirtiendo 4 goles.
Pasado los 6 meses rescindió su contra para incorporarse al Deportivo Das Aves de la primera liga de Portugal.

### Deportivo das Aves
En la temporada 2017-2018 se convirtió en nuevo jugador de Desportivo Aves de la Primeira Liga de Portugal donde no tuvo mucha participación pero pudo ser visto por un gran equipo de Portugal. Jugó al lado de sus compatriotas Luis Fariña y Fernando Tissone. Jugó 7 partidos y anotó 1 gol.
Logró la taça de Portugal quedando en la historia del club.

### Boavista
En julio de 2018 Falcone firmó contrato con el Boavista F. C. de Portugal por dos temporadas, jugó 26 partidos e hizo 5 goles.

### Birkirkara f.c
En agosto del 2019,Federico vuelve a Malta por 4 temporadas a Birkirkara donde en total despuntó 78 partidos convirtiendo 25 goles siendo uno de los jugadores más importantes del club.

### Valleta F.C
En enero de 2023 Federico Vuelve a Valletta f.c club de sus inicios en Europa donde dejó su mejores números en su carrera,el jugador de 33 años en su debut en la vuelta del club convirtió uno de los cinco goles en la victoria por la copa maltesa.

## Clubes
| Club               | País      | Año       |
| ------------------ | --------- | --------- |
| Newell's Old Boys  | Argentina | 2009-2012 |
| Deportes La Serena | Chile     | 2012      |
| Huachipato         | Chile     | 2013      |
| Barnechea          | Chile     | 2014      |
| Rangers de Talca   | Chile     | 2014-2015 |
| Valletta F. C.     | Malta     | 2015-2016 |
| Terengganu FA      | Malasia   | 2017      |
| C. D. Aves         | Portugal  | 2017-2018 |
| Boavista F. C.     | Portugal  | 2018-2019 |
| Birkirkara F. C.   | Malta     | 2019-2022 |
| Valletta F. C.     | Malta     | 2023-2024 |
| Hibernians F. C.   | Malta     | 2024-2025 |

## Palmarés

### Campeonatos nacionales
| Título                  | Club             | País     | Año  |
| ----------------------- | ---------------- | -------- | ---- |
| Premier League de Malta | Valletta F. C.   | Malta    | 2016 |
| Supercopa de Malta      | Valletta F. C.   | Malta    | 2016 |
| Copa de Portugal        | C. D. Aves       | Portugal | 2018 |
| Copa de Malta           | Hibernians F. C. | Malta    | 2025 |